# Tjay De Barr
Andre Tjay De Barr (Gibraltar, 13 de marzo de 2000) es un futbolista gibraltareño. Juega de delantero y su equipo es el Lincoln Red Imps de la Liga Nacional de Gibraltar.

## Trayectoria
De Barr se formó en las inferiores del Lincoln Red Imps y debutó muy joven en el primer equipo, en la temporada 2016-17. Tras un préstamo al Europa F. C., fue adquirido por el equipo en 2018.
El 21 de marzo de 2019 fue adquirido por el Real Oviedo, quien lo envió a su filial. Disputó 4 encuentros en la Segunda División B de España, temporada marcada por la pandemia de COVID-19.
Tras un segundo paso en el Lincoln Red Imps, firmó por el Wycombe Wanderers F. C. de la EFL League One inglesa el 4 de agosto de 2021. En dos años y medio marcó un par de goles en 44 partidos y en enero de 2024 volvió otra vez al Lincoln Red Imps.

## Selección nacional
Debutó con la selección de Gibraltar el 25 de marzo de 2018 ante Letonia en un amistoso.

## Clubes
| Club                        | País       | Año           |
| --------------------------- | ---------- | ------------- |
| Lincoln Red Imps            | Gibraltar  | 2015-2018     |
| Europa Point F. C. (cedido) | Gibraltar  | 2017          |
| Europa F. C.                | Gibraltar  | 2018-2019     |
| Real Oviedo "B"             | España     | 2019-2020     |
| Lincoln Red Imps            | Gibraltar  | 2020-2021     |
| Wycombe Wanderers F. C.     | Inglaterra | 2021-2024     |
| Eastleigh F. C. (cedido)    | Inglaterra | 2022          |
| Lincoln Red Imps            | Gibraltar  | 2024-presente |

## Palmarés

### Títulos nacionales
| Título                     | Club             | País      | Año     |
| -------------------------- | ---------------- | --------- | ------- |
| Liga Nacional de Gibraltar | Lincoln Red Imps | Gibraltar | 2017-18 |
| Liga Nacional de Gibraltar | Lincoln Red Imps | Gibraltar | 2020-21 |
| Rock Cup                   | Lincoln Red Imps | Gibraltar | 2021    |